# Barsalnuna
Barsalnuna – według Sumeryjskiej listy królów siedemnasty władca należący do I dynastii z Kisz. Dotyczący go fragment brzmi następująco:
„Barsalnuna (z Kisz), syn Enmenuny, panował przez 1200 lat”.